# 亞希德內 (沃洛德米爾區)

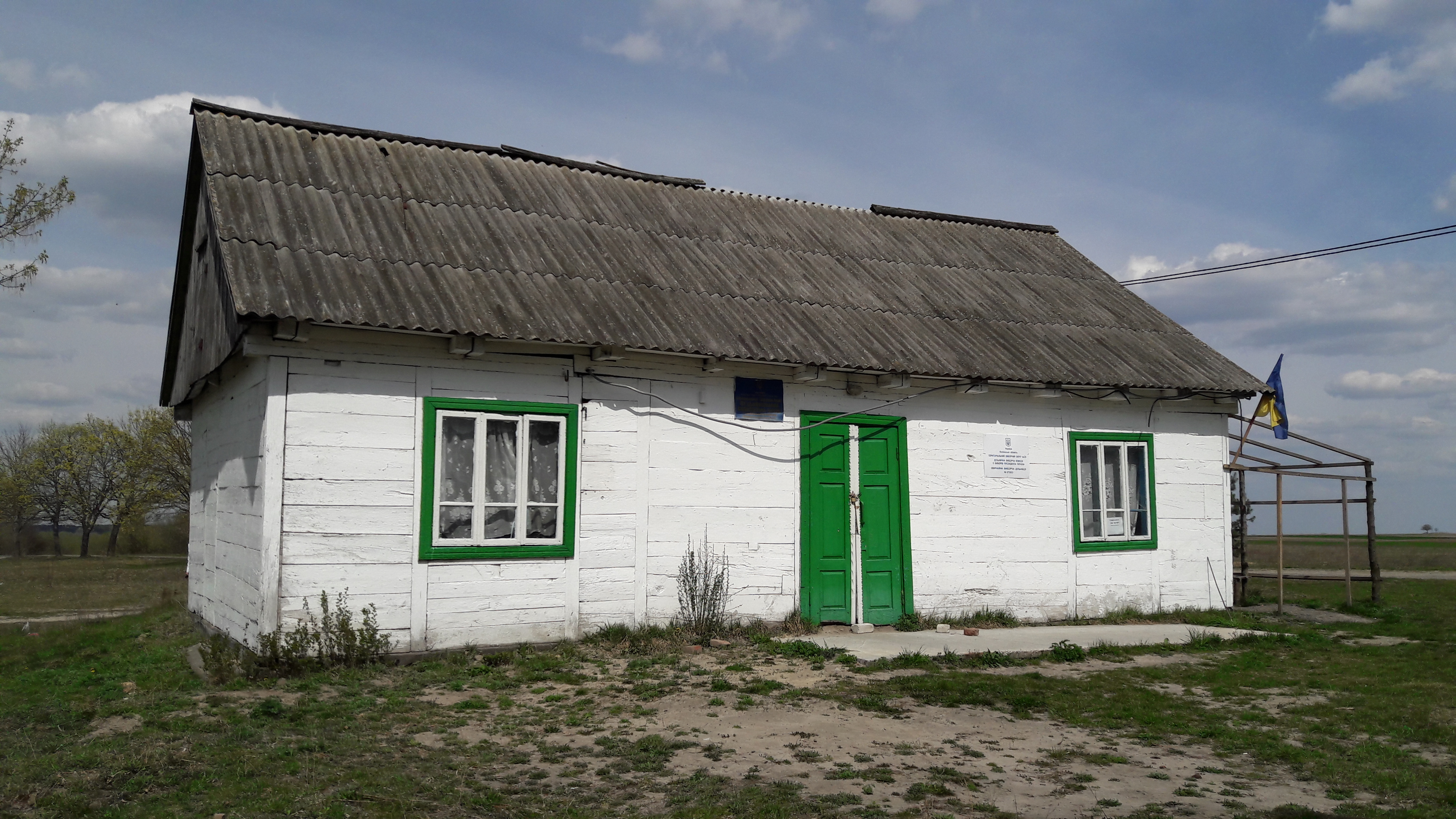
乡村俱乐部

亞希德內（烏克蘭語：Ягідне），是烏克蘭西部沃倫州沃洛德米爾區奥瓦德内市镇内的村落。面積1.11平方公里，海拔高度193米，2001年人口252，人口密度每平方公里226.21人。